# Pontificio Instituto de Estudios Árabes e Islámicos
El Pontificio Instituto de Estudios Árabes e Islámicos (en latín: Pontificium Institutum Studiorum Arabicorum et Islamicorum, en italiano: Pontificio Istituto di Studi Arabi e d'Islamistica, P.I.S.A.I.) es una organización académica católica en Roma, Italia.
El Instituto fue creado en 1926 en Túnez por la Sociedad de los Misioneros de África (Padres Blancos). Su objetivo era la formación específica de los misioneros que habrían de vivir en un entorno árabe-musulmán.
En 1949, el centro de estudios se trasladó a Manouba, cerca de Túnez, donde el árabe y las ciencias islámicas eran enseñadas, mientras que el centro de Túnez continuó como Institut des Belles-Lettres Arabes, IBLA.
En 1960, el centro se estableció como un instituto pontificio y, en 1964, debido a la política de nacionalizaciones, fue transferido de Túnez a Roma, donde tuvo el apoyo del papa Paulo VI como un instrumento para el diálogo interreligioso, "de acuerdo con el espíritu nuevo del Concilio Vaticano II".

## Publicaciones
El Instituto publica:
- "Islamochristiana",

Revista científica anual dedicada explícitamente al diálogo entre cristianos y musulmanes. Se compone de tres partes: la primera contiene un estudio de profundidad y de investigación, de reflexión y testimonio; la segunda, notas y documentos relativos a las reuniones entre cristianos y musulmanes en el mundo; la tercera, unas revisiones de libros sobre el diálogo. Fue fundada en 1975 y dirigida durante muchos años por el padre Maurice Borrmans.
- "Estudios Árabes".

Creada en 1962, la publicación es un instrumento de estudio de la islamología, en forma de un disco monográfico anual con el texto árabe frente a la traducción.
- "Encounter, Documents for muslim-christian understanding",

Revista destinada, desde 1974, a los estudiantes anglohablantes del instituto.
- "Studi arabo-islamici del PISAI",

Colección de las obras publicadas por el instituto.

## Otros proyectos
- Wikimedia Commons alberga una categoría multimedia sobre Pontificio Instituto de Estudios Árabes e Islámicos.